# 1530 Rantaseppa
Rantaseppa (asteróide 1530) é um asteróide da cintura principal, a 1,8007741 UA. Possui uma excentricidade de 0,1991485 e um período orbital de 1 231,54 dias (3,37 anos).
Rantaseppa tem uma velocidade orbital média de 19,86273855 km/s e uma inclinação de 4,41945º.
Esse asteróide foi descoberto em 16 de Setembro de 1938 por Yrjö Väisälä.